# Dumbrava Roșie
Dumbrava Roșie es una comuna ubicada en el distrito de Neamț, Rumania.

## Superficie
Posee una superficie de 52,57 kilómetros cuadrados.

## Demografía
Hasta 2021 la población era de 7579 habitantes, con una densidad de población de 144,2 habitantes por kilómetro cuadrado.